# بول بيفا
بول بيفا (ولد 19 سبتمبر 1851 في مونمارتر ، وتوفي سنة 1900 في يوم 19 جوان في أفون ( سين إت مارن ) هو رسام فرنسي .

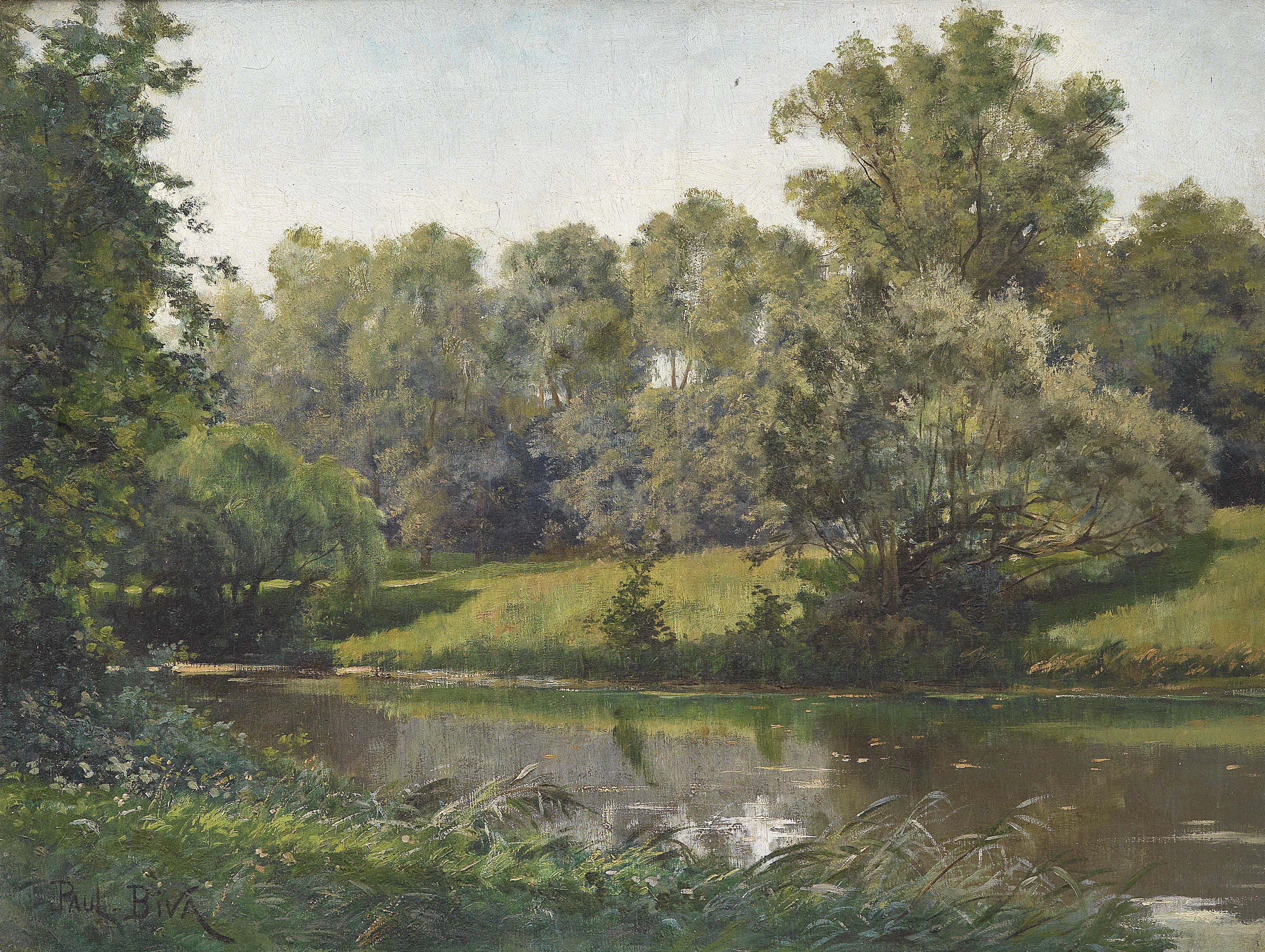
منظر طبيعي (النهر) زيت على قماش 46 × 61

#### المعارض
- "الطريق في الوطن " في معرض " الماجستير والسادة الصغار في XIX التاسع عشر قرن »، غاليري رينيه دروين ، باريس، octobre 1942 .

## فهرس
- إيمانويل بينيزيت ، قاموس الرسامين والنحاتين والمصممين والنقاشين ، المجلد. الثاني، ص.

356
- رسامو الزهور في فرنسا، من Redouté إلى Redon ، Éditions de l'Amateur، 1993، pp. 177، 199، 240، 248، 304، 315، 349
- ليديا هارامبورج، قاموس رسامي المناظر الطبيعية الفرنسيين في XIX التاسع عشر القرن ، Ides et Calendes، 1985، ص.

60